# .vc
.vc es el dominio de nivel superior geográfico (ccTLD) para San Vicente y las Granadinas.